# Mulberry St.
Mulberry St. è un film del 2010 diretto da Abel Ferrara.

## Trama
Il film e un documentario sui nove giorni della festa di San Gennaro.Gli intervistati sono gli italiani che abitano Mulberry Street